# Милутин Мишић (официр)
Милутин Мишић (Завидовићи, 3. март 1957 – Добој, 1. септембар 2024) био је пуковник Војске Републике Српске. Током Одбрамбено-отаџбинског рата био је командант Друге озренске лаке пјешадијске бригаде.

## Биографија
Рођен је 1957. године у Завидовићима гдје је завршио основну школу, док је средњу Електротехничку школу у Зеници завршио 1975. године. Године 1976. уписао је Војну академију у Београду коју је завршио 1980. са чином потпоручника. Исте године почео је са службом у касарни "Маршал Тито" у Сарајеву као командир вода у Средњој војној школи. На почетку оружаних сукоба у Југославији 1991. године био је на Илиџи командант батаљона, а 1992. је прекомандован у Другу озренску бригаду. Као командант бригаде три пута је рањаван. Одликован је Карађорђевом звијездом трећег реда и орденом Милош Обилић. Мишић је као српски представник био члан Колегијума директора Института за нестала лица БиХ, гдје је критиковао рад ове организације и указивао на манипулације са листама несталих у Сребреници. Мишић, је преминуо 1. септембра 2024. у болници у Добоју. Сахрањен је  4. септембра, на гробљу Шушњари у Добоју.